# فجل الخيل السابح
فجل الخيل سابح (الاسم العلمي:Armoracia natans) هو نوع غير مؤكد من النباتات يتبع جنس فجل الخيل من الفصيلة الكرنبية.